# Babyface
Babyface, pseudonimo di Kenneth Brian Edmonds (Indianapolis, 10 aprile 1959), è un cantante, compositore e produttore discografico statunitense di musica R&B e pop.

## Biografia

### Carriera musicale
La carriera musicale di Babyface inizia nel 1977, con la band R&B Manchild e continua ad inizio anni 80 con The Deele, gruppo di cui faceva parte anche Antonio "L.A." Reid. Con il gruppo incide 3 album per poi dedicarsi alla carriera solista e di produttore.
Nel 1986 pubblica l'album di debutto solista Lovers, seguito da Tender Lover del 1989. Nello stesso anno fonda, assieme a Antonio "L.A." Reid, l'etichetta discografica LaFace Records. tra i primi artisti messi sono contratto vi sono Toni Braxton e le TLC. Contribuisce alla creazione del genere musicale New Jack Swing, scrivendo per artisti come Bobby Brown, Karyn White e Pebbles e si afferma come uno dei produttori più richiesti. Molti artisti fanno a gara per collaborare con lui, da Madonna con i brani Take a Bow e Forbidden Love, inclusi dalla popstar nel disco Bedtime Stories del 1994, a Whitney Houston per le colonne sonore di Guardia del corpo e Donne - Waiting to Exhale. Come produttore contribuisce al successo degli album di TLC, Toni Braxton, Boyz II Men, Paula Abdul, Tevin Campbell, Brandy, Mary J. Blige, Tamia, Janet Jackson, Dru Hill, Az Yet e molti altri.
Nel 1991 esce il suo terzo cd solista A Closer Look e nel 1993 For The Cool In You. Nel 1996 pubblica The Day a cui partecipano nomi come Eric Clapton, con cui aveva già lavorato in passato per il brano Change The World , LL Cool J, Stevie Wonder, Jody Watley e Mariah Carey. Nel 1998 duetta con Des'ree nel brano Fire contenuto nel cd della cantante inglese Supernatural. Nel 2007 cambia etichetta passando alla Island Records con cui pubblica il suo nuovo album Playlist, cd contenente 8 cover e due brani inediti.

### Vita privata
Sposa nel 1992 Tracey Edmonds, con cui ha due bambini, Brandon e Dylan Michael. I due si separano dell'ottobre del 2005. Nel 2007 inizia una relazione con la ballerina Nicole "Nikki" Pantenburg da cui nel settembre 2008 ha una figlia, Peyton Nicole Edmonds.

## Discografia

### Album in studio
- 1986 - Lovers - (SOLAR)
- 1989 - Tender Lover - (Epic)
- 1993 - For the Cool in You - (Epic)
- 1996 - The Day - (Epic)
- 1998 - Christmas with Babyface - (Epic)
- 2001 - Face2Face - (Arista)
- 2005 - Grown & Sexy - (Arista)
- 2007 - Playlist - (Island)
- 2015 - Return of the Tender Lover - (Def Jam)

### Collaborazioni
- 2014 - Love, Marriage & Divorce (con Toni Braxton)
- 2019 - Runway (con Tiffany)

### Album dal vivo
- 1997 - Babyface MTV Unplugged NYC - (Epic)

### Raccolte e remix
- 1991 - A Closer Look (SOLAR)
- 2000 - A Collection of His Greatest Hits - (Arista)
- 2001 - Love Songs - (Arista)
- 2003 - The Essential Babyface - (Arista)
- 2005 - The Other Side of Cool - (Arista)